# Вербовое (Закарпатская область)
Вербовое (укр. Вербове) — село в Вилокской поселковой общине Береговского района Закарпатской области Украины.
Население по переписи 2001 года составляло 22 человека. Почтовый индекс — 90325. Телефонный код — 03143. Занимает площадь 9,5 км². Код КОАТУУ — 2121282503.